# نيلس أنطونيو
نيلس أنطونيو (بالإنجليزية: Nils Antonio)‏ هو منافس ألعاب قوى جامايكي، ولد في 31 مارس 1963.

## وصلات خارجية
- نيلس أنطونيو على موقع أوليمبيديا (الإنجليزية)